# Museo Napoleonico
Museo Napoleonico är ett museum i centrala Rom, Italien. Det är beläget vid Piazza di Ponte Umberto I, några kvarter norr om Piazza Navona.
Samlingen donerades 1927 av greve Giuseppe Primoli, en ättling till Napoleon. Museet hyser olika porträtt och föremål, men även interiörer från den napoleanska eran.